# Asaperda stenostola
Asaperda stenostola là một loài bọ cánh cứng trong họ Cerambycidae.